# Castello di Conwy

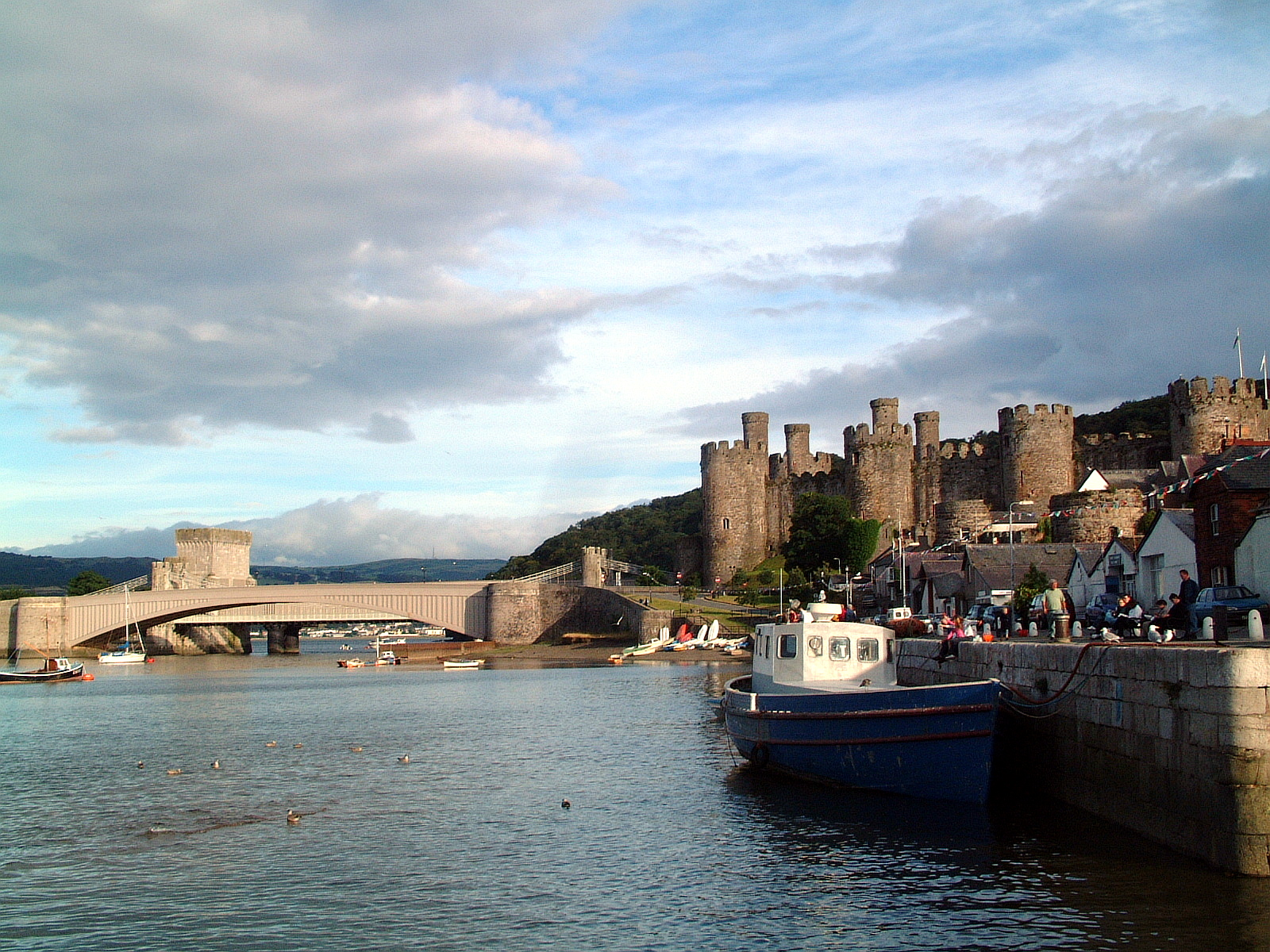
Conwy (Galles): Il castello lungo l'estuario del fiume Conwy

Il castello di Conwy (in inglese: Conwy Castle, anticamente: Conway Castle; in gallese: Castell Conwy) è un castello fortificato della città gallese di Conwy (contea di Conwy, Galles settentrionale), costruito tra il 1283 e il 1287 (o 1289) su progetto dell'architetto militare James of St. George (1230-1309) e per volere di Edoardo I d'Inghilterra (1239-1307).
Si tratta della prima delle quattro fortezze fatte costruire nel nord del Galles da Edoardo I d'Inghilterra e che compongono il cosiddetto "Anello di Ferro", nonché di una delle fortezze meglio conservate del Galles settentrionale e di una delle più imponenti fortezze medievali d'Europa, inserita dall'UNESCO - come gli altri castelli (il castello di Caernarfon, il castello di Beaumaris e il castello di Harlech) dell'"Anello di Ferro" - nel patrimonio dell'umanità (dal 1986).
Attualmente il castello è posto sotto la tutela del Cadw.

## Ubicazione
Il castello si trova in Rose Hill Street ed è situato lungo l'estuario del fiume Conwy, nei pressi dei ponti della città (uno dei quali opera di Thomas Telford).
.

## Caratteristiche

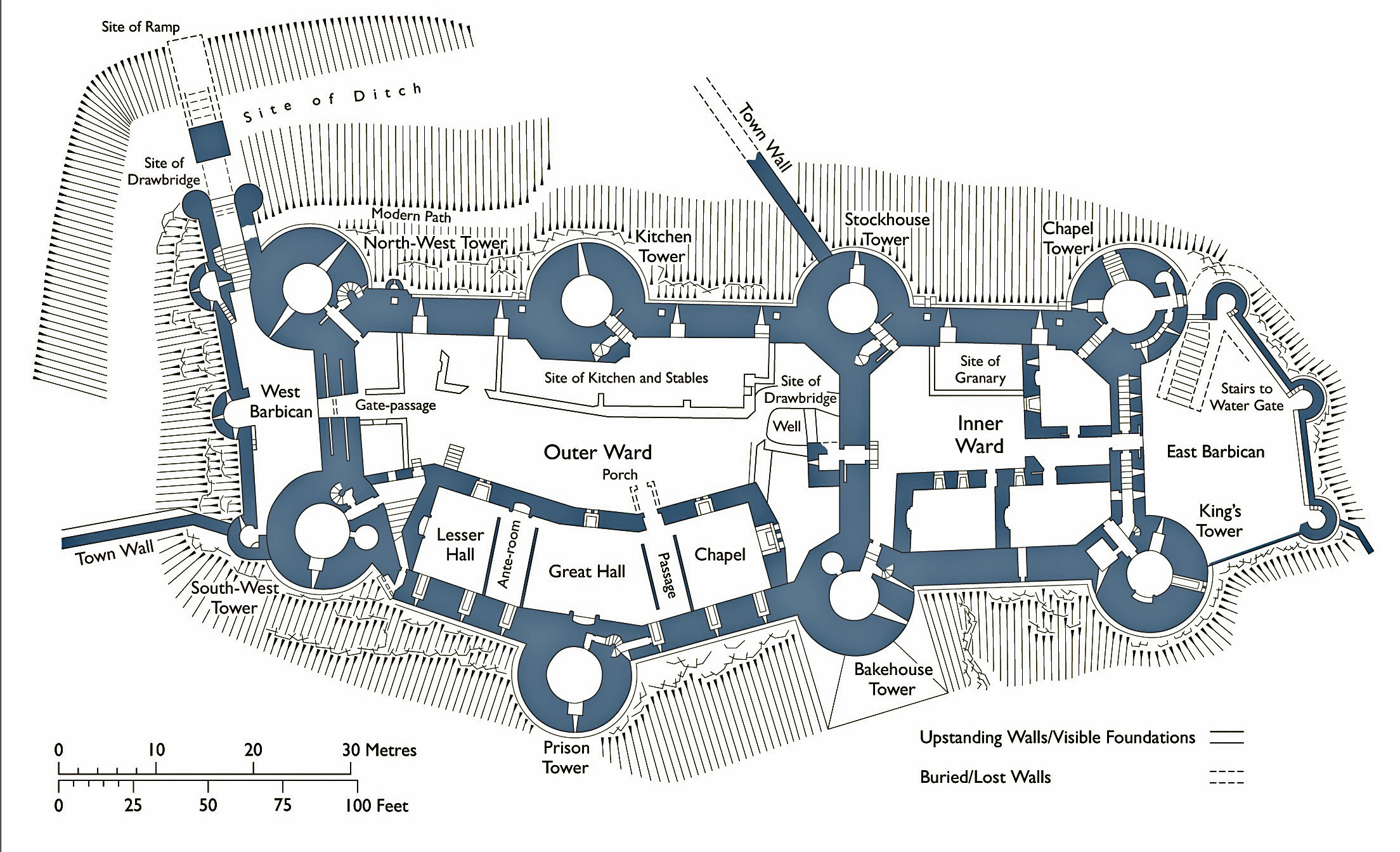

Il castello misura 1.273 metri in lunghezza e si compone di otto torri principali (su un totale di 21 che sostengono le mura), ognuna delle quali dell'altezza di 70 piedi.

## Storia
La costruzione del castello fu concepita da Edoardo I d'Inghilterra tra il gennaio e il maggio del 1283, dopo che le sue truppe, nel corso della Seconda Campagna del Galles (che doveva frenare le volontà indipendentiste della regione guidate da Llywelyn ap Gruffydd), avevano occupato la Snowdonia e la valle del fiume Conwy (Gwynedd)..
La costruzione fu commissionata a James of St. George, uno dei più grandi architetti militari dell'epoca e all'ingegnere Richard di Chester.

Nella costruzione dell'edificio, che terminò nel 1287 (o nel 1289), furono impegnati, nella sola estate del 1285, 1.500 uomini.
Nell'autunno del 1294, il castello di Conwy fu usato dagli inglesi come base operativa per fronteggiare la rivolta gallese guidata da Madoc ap Llywelyn.
Col tempo e a causa della posizione, il castello rischiò di cadere in rovina.
Nel 1346, fu intrapresa una prima opera di restauro del castello, voluta da Edoardo il Principe Nero.
Nel 1401, il castello fu occupato dai seguaci di Owain Glyndŵr (1359-1416 ca.).
Nel 1624, il castello fu ceduto al Visconte di Conwy, che acquistò l'edificio per 100 sterline.
Il castello di Conwy terminò la propria funzione strategica nella metà del Seicento, nel corso della guerra civile, durante la quale l'edificio fu occupato per tre mesi nel 1646 dalle truppe repubblicane guidate dal Generale Oliver Cromwell.

## Galleria d'immagini

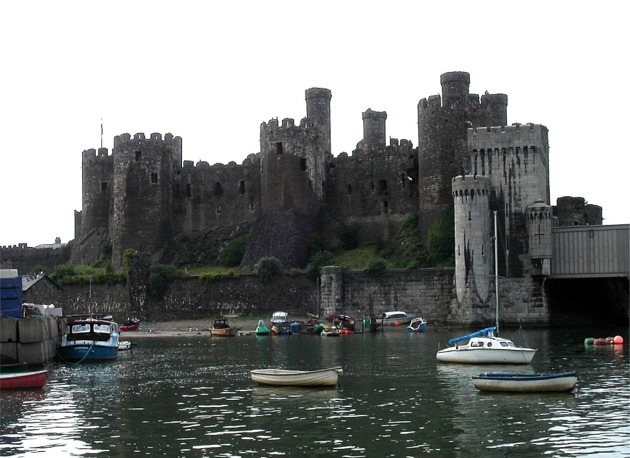
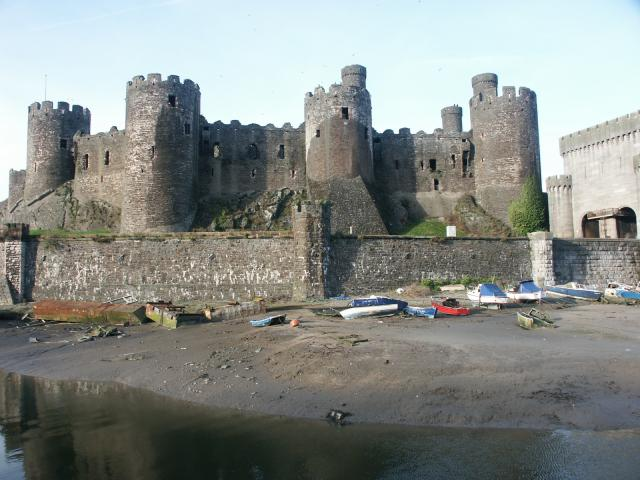
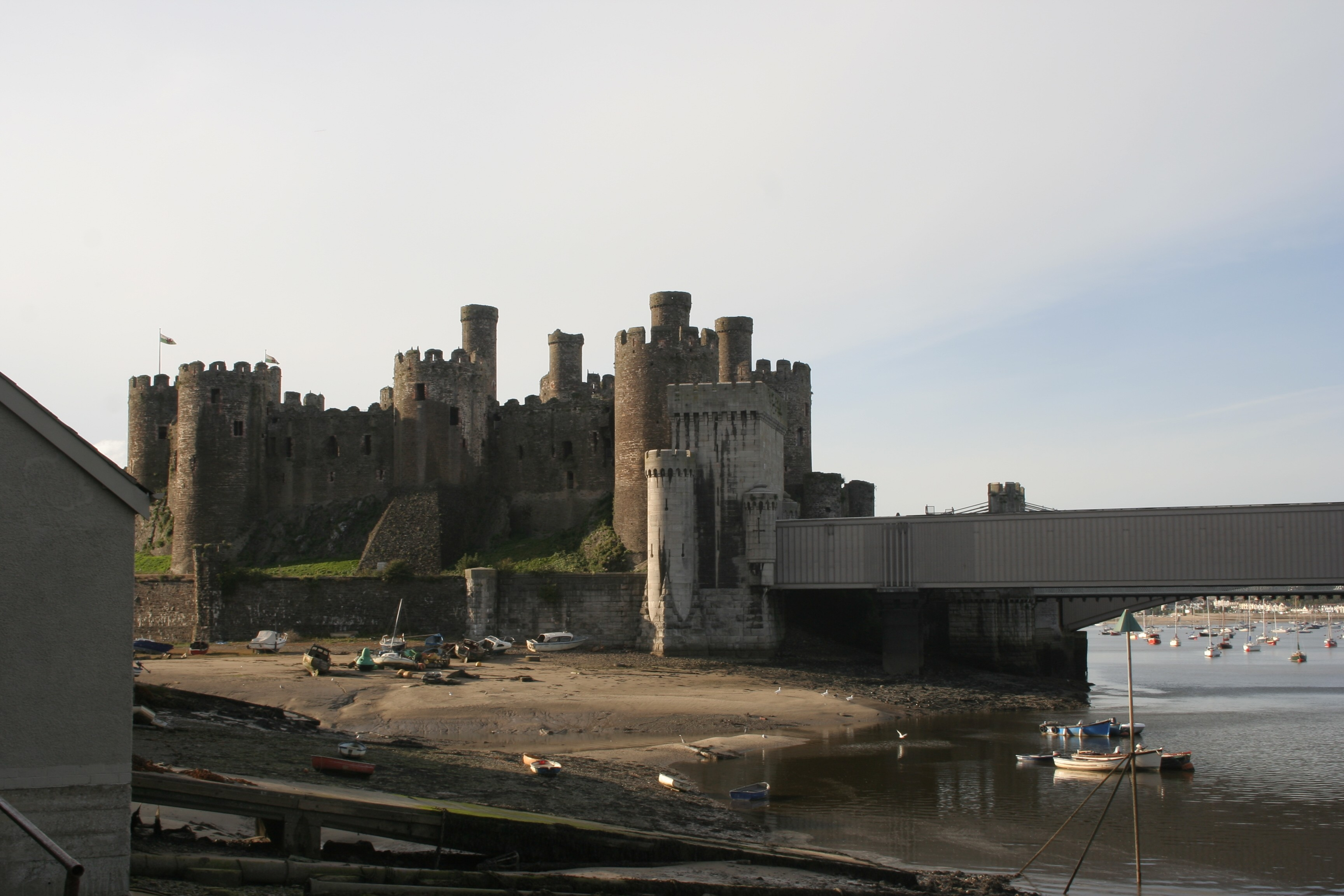
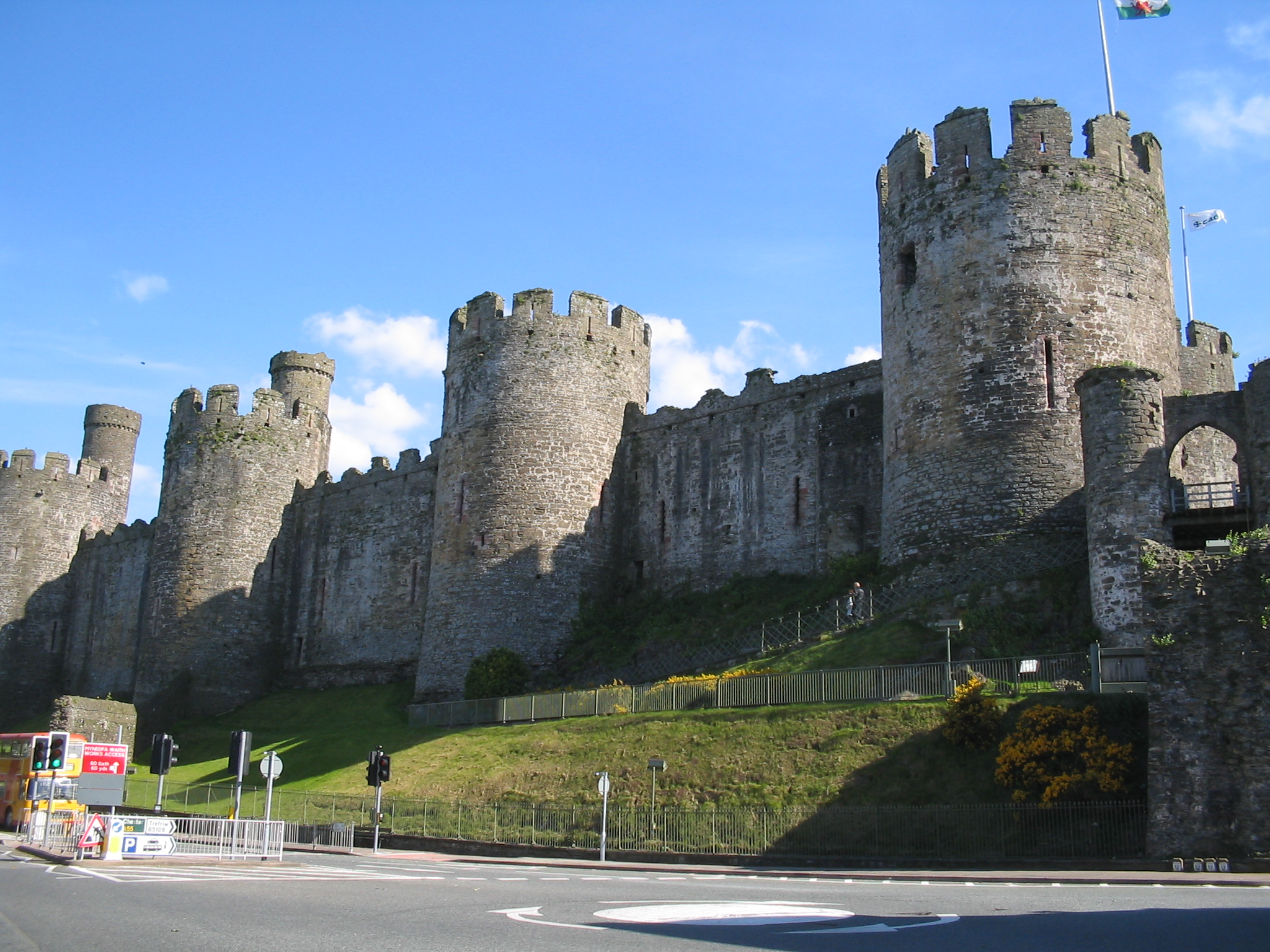

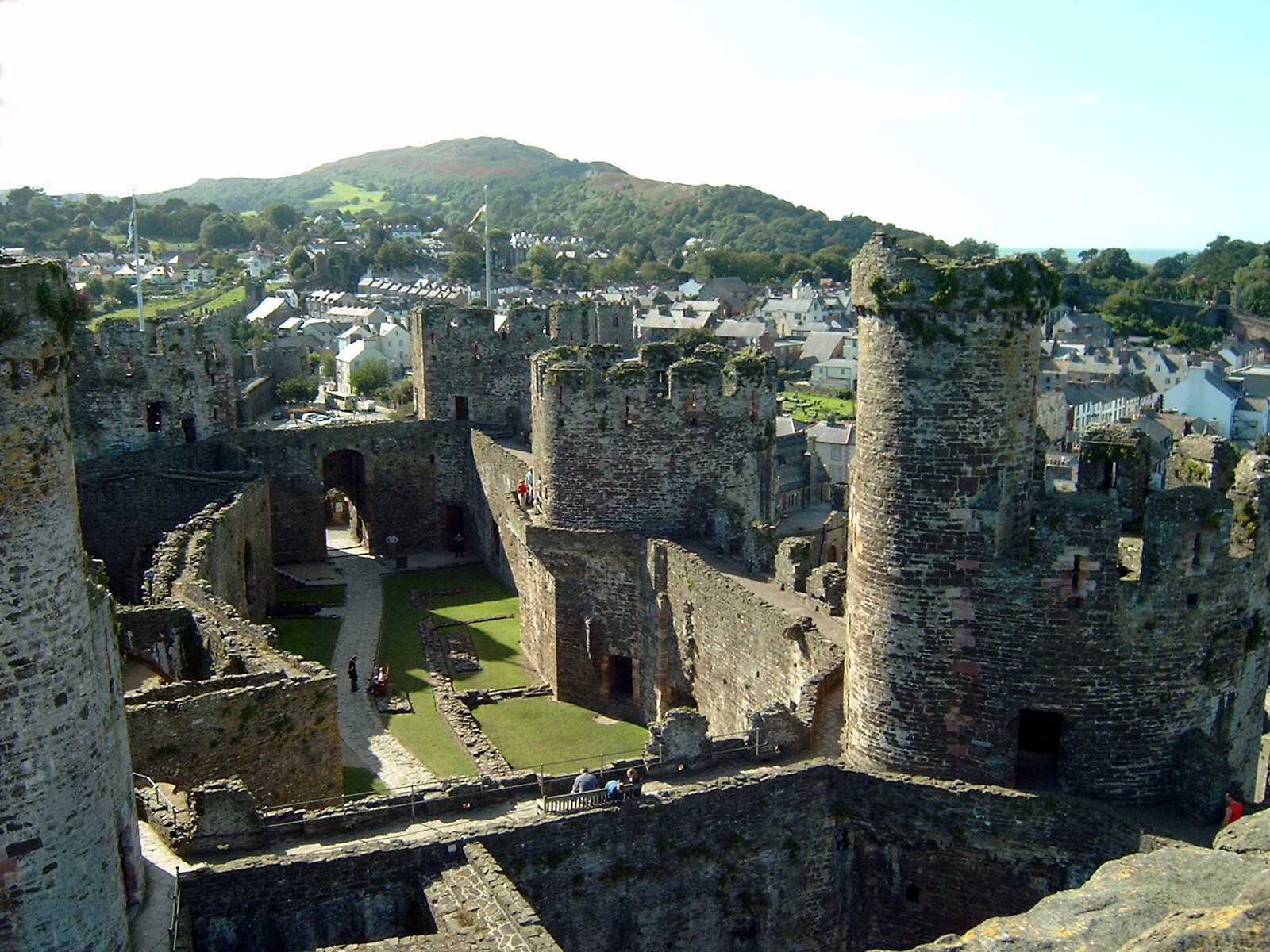
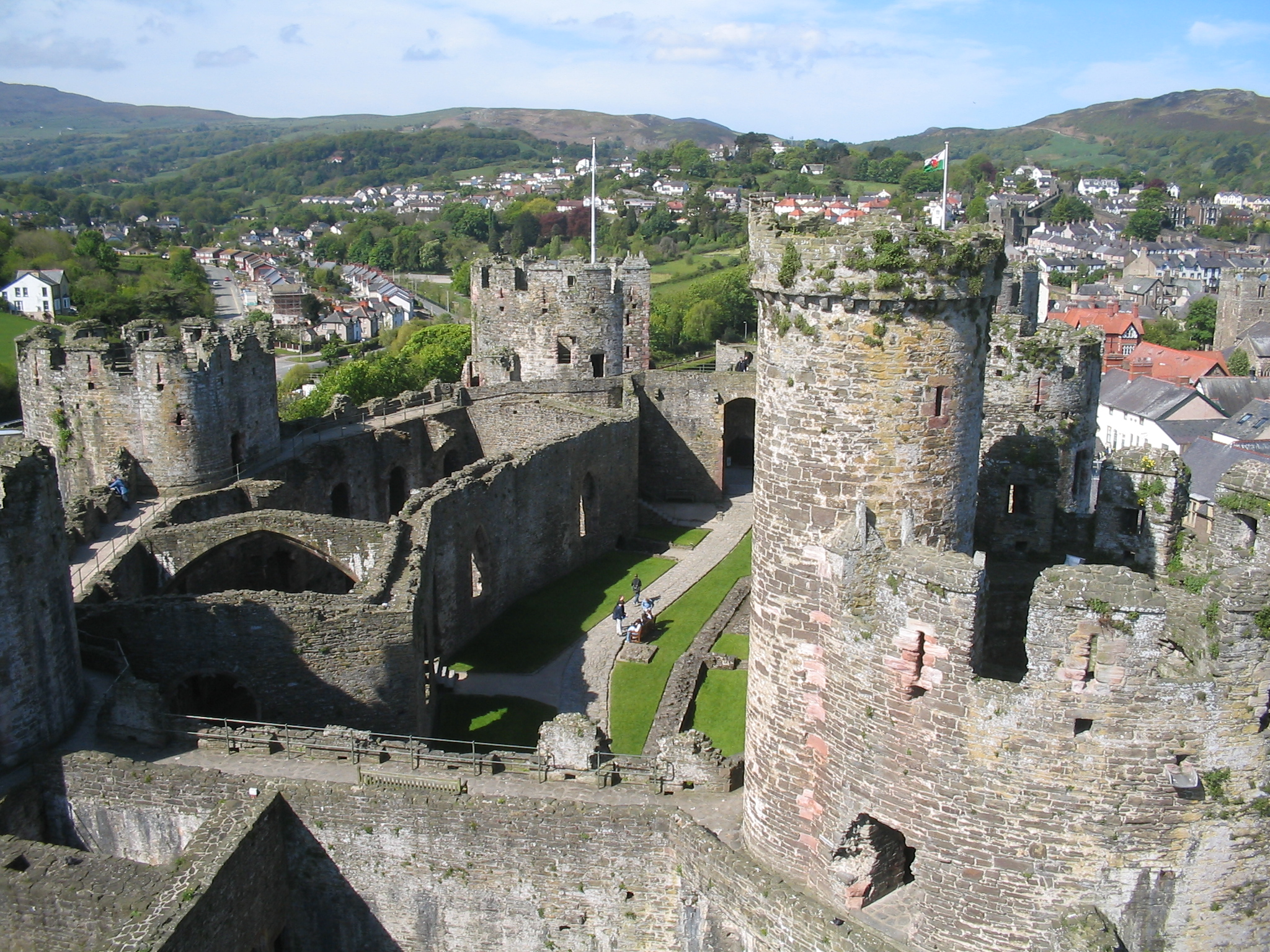
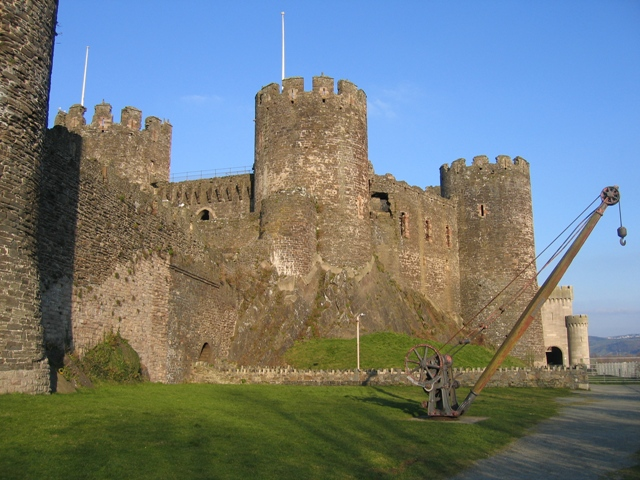
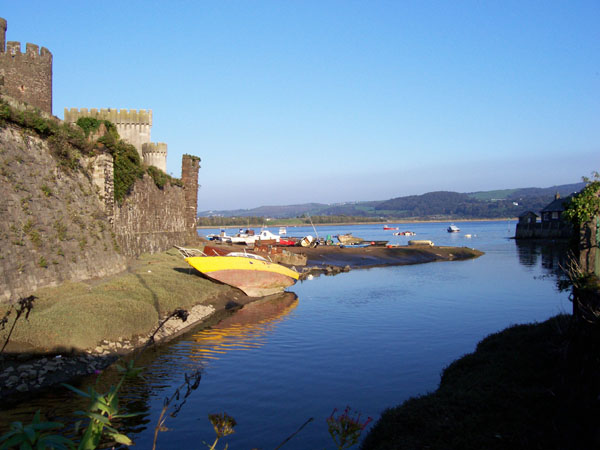